# Коста Априлов
Коста Пенчев Априлов е български революционер и опълченец.

## Биография
Роден е през 1852 г. в Габрово. Негов баща е Пенчо Николов Априлов, първи братовчед на Васил Априлов. Взема участие в подготовката на Априлското въстание и се включва в четата на Цанко Дюстабанов. Два месеца след разгрома на въстанието успява да емигрира в Русия. При формирането на Българското опълчение се записва в неговата конна сотня, състояща се от 130 кавалеристи със собствени коне, и участва в Руско-турската война от 1877 – 1878 г., включително и в Шипченската епопея. След Освобождението е галантериен търговец в Габрово. През 1897 г. е избран за общински съветник. От 1910 до 1918 г. живее в София, а през 1918 г. се установява в Плевен, където е председател на градското Поборническо-опълченско дружество. Умира на 1 май 1933 г. в Плевен.
Негов син е химикът от Военния арсенал в София Пенчо Априлов, загинал при връх Каймакчалан по време на Първата световна война.